# Spurgeon (Tennessee)
Spurgeon è un census-designated place (CDP) degli Stati Uniti d'America, situato nello stato del Tennessee, diviso tra la contea di Washington e la contea di Sullivan.